# Walter Reisch
Walter Reisch född 23 maj 1903 död 28 maj 1983, österrikisk-amerikansk, manusförfattare, regissör och filmproducent.

## Filmografi (urval)

### Som regissör
- 1954 – Myggan - namnlös spion
- 1936 – Männen äro inga gudar
- 1935 – Episode (även produktion)

### Som manusförfattare
- 1959 – Till jordens medelpunkt
- 1957 – Uppdrag i Tokyo (även produktion)
- 1944 – Gasljus
- 1939 – Ninotchka
- 1930 – Mach' mir die Welt zum Paradies